# YouTube (頻道)
YouTube（舊稱YouTube聚光燈）是YouTube自办的官方频道。正如其舊稱的意思，该频道用于聚焦YouTube上的影片和活动。获得该频道关注的活动包括YouTube喜剧週和YouTube音乐奖。此外，频道会上传《YouTube国度》和一年一度的YouTube年度回顧。
2013年11月2日，YouTube频道暂时超越PewDiePie频道，成为该站订阅人数最多的频道。新用户注册YouTube时，该频道作为订阅选项，透过自动建议和预选择登上头位。2013年12月，该频道与PewDiePie的榜首位置之争激烈，直到12月22日被PewDiePie稳拿头名。截至2020年8月4日，该频道已赢得3060万订阅户，影片被观看22.9多亿次。

## 视频
YouTube近期常透過該頻道宣傳、推廣Covid-19的防疫觀念、種族不公的對話影片和群眾外包紀錄片計畫等。

### YouTube年度回顾
自2010年以来，YouTube透过聚光灯频道发布一年一度的YouTube年度回顧视频。2013年视频在聚光灯频道上的宣传攻势，帮助2013版节目仅在数小时内便被观看100多万次。Google曾发表文章详述2013年间的搜索引擎和人们在YouTube上看过的视频，文中附上当年的回顾视频。

### YouTube国度
《YouTube国度》（YouTube Nation）是YouTube与梦工厂动画的合作项目，于2014年1月在其自有频道上线。梦工厂负责监督制作，YouTube管理节目的销售和营销。该节目是集合聚光灯频道信息的新闻系列。YouTube也会透过聚光灯频道推广该节目。在它早期的历史中，节目起用格雷斯·赫尔比希、汉娜·哈特和玛姆丽·哈特嘉宾协助推广节目及其观众。
由于经常在聚光灯频道上推广，节目上线三个月内便迈入100万订阅用户大关。节目被提名为第4届最佳播客奖的最佳新闻和时事节目奖，但最终输给了SourceFed。在播出350集后，节目于2014年12月5日收播。

## 活动

### 主题週活动
2013年5月，聚光灯频道用于流转播由ChannelFlip制作的喜剧周活动。活动期间，YouTube利用主页聚焦专门为活动制作的戏剧视频。两小时首播仪式视频截至2014年9月已获得106万次观看。活动获得的评价好坏参半，传统媒体和新媒体名人的特别融合以及技术难题被专门挑剔。活动是YouTube流转播的首个喜剧节目。尽管活动被宣传为第一届喜剧週活动，但往后的活动杳无音讯。
2013年8月4日，YouTube推出由美国华裔黄谷子和英国人Tomska创办的“极客週”（Geek Week）。该週由各个主题日组成，包括一鸣惊人星期天（Blockbuster Sunday）、全球极客星期一（Global Geekery Monday）、智囊团星期二（Brainiac Tuesday）、超级星期三（Super Wednesday）、游戏星期四（Gaming Thursday）和粉丝星期五（Fan Friday）。活动由德斯特和ChannelFlip分别在美国和英国联合推出。

### #ProudToLove
2013年同志骄傲月期间，频道被用来关注同志及其相关资讯和视频。YouTube母公司谷歌被记载为同性恋冠军。YouTube官方博客发表了一篇跟活动有关的文章。

### YouTube音乐奖
2013年11月，YouTube举办首屆音乐奖颁奖典礼。各项提名提前一个月揭晓，颁奖典礼旨在透过社交媒体投票模式创造流量。活动在聚光灯频道上流转播，截至2014年9月已获得450多万次播放。活动的技术难题和主流艺人提名占大多数取代YouTube艺人成为口诛笔伐的焦点。

## 外部連結
YouTube上的YouTube頻道